# Patricia Guijarro
Pour les articles homonymes, voir Guijarro.
Patricia Guijarro, née le 17 mai 1998 à Palma en Espagne, est une footballeuse internationale espagnole, qui joue au poste de milieu de terrain au FC Barcelone.
Depuis 2015, alors qu'elle n'avait que 17 ans, elle a commencé à jouer pour le FC Barcelone. Elle s'illustre lors de la Coupe du monde des moins de 20 ans 2018 en étant nommée meilleure buteuse et joueuse de la compétition.

## Biographie
Née à Palma le 17 mai 1998, Guijarro a commencé à jouer au football avec son père lorsqu'elle était très jeune. À l'âge de sept ans, il s'inscrit dans l'équipe de l'école avec ses amis. À l'âge de 14 ans, elle a signé pour l'U. D. Collerense, jouant dans les catégories inférieures jusqu'à ce qu'elle atteigne l'équipe première. En 2015, le FC Barcelone l'appelle à rejoindre ses rangs et Guijarro s'installe à Barcelone. Elle a fait ses études secondaires à La Masia, étant la première joueuse de la première équipe féminine de football à le faire.Après avoir obtenu son diplôme, elle a commencé à étudier la physiothérapie.

### En club

#### U. D. Collerense
Après avoir joué pour le F. C. Patronato de Palma, elle a signé pour l'U. D. Collerense et en 2014, passée à l'équipe première. C'était la première fois qu'elle jouait dans une équipe de filles. À l'âge de 15 ans, Guijarro fait ses débuts en première division. Son jeu a été déterminant dans la promotion du club des Baléares en première division. À l'âge de 16 ans, elle a mené l'équipe lors de sa première saison en première division.Pendant son séjour aux Baléares, Guijarro est devenue une habituée de l'équipe nationale junior espagnole. La Majorquine a joué trois saisons avec Collerense jusqu'à ce qu'elle reçoive une offre pour rejoindre le F. C. Barcelone en 2015.

#### F. C. Barcelone

##### Saison 2015-2016
À l'âge de 17 ans, Xavi Llorens, alors entraîneur du FC Barcelone, frappe à sa porte et lui demande de rejoindre l'équipe après l'avoir vue jouer pour Collerense. Guijarro a signé pour trois saisons, jusqu'en juin 2018. L'année de son arrivée à Barcelone coïncide avec la professionnalisation du football féminin au sein du club, qui devient le premier club professionnel féminin d'Espagne.  À l'âge de 17 ans, elle fait ses débuts dans l'équipe première du FC Barcelone, devenant ainsi l'une des plus jeunes joueuses de l'histoire du club.

#### Saison 2016-2017
Lors de sa deuxième saison à Barcelone, Guijarro a remporté son premier titre majeur en tant qu'Azulgrana. C'est la Copa de la Reina que le FC Barcelone remporte contre l'Atlético de Madrid par 4 buts à 1. De plus, avec le reste de ses coéquipières, elle parvient à se qualifier pour jouer les demi-finales de la Ligue des champions, ce qui est une première pour une équipe féminine espagnole.

#### Saison 2017-2018
Sa troisième saison au club a été sa consolidation dans l'équipe. Guijarro a joué 25 matchs et a marqué 9 buts en Liga, ce qui est son meilleur bilan jusqu'à cette date. Quant à l'équipe, les azulgrana terminent le championnat à la deuxième place derrière l'Atlético de Madrid et sont champions de la Copa de la Reina cette année-là après avoir battu l'Atlético de Madrid en finale grâce à un but en prolongation. En juin 2018, le club a annoncé la prolongation de son contrat jusqu'en 2021.

### En équipe nationale
Patricia Guijarro inscrit dix buts avec les moins de 17 ans, six avec les moins de 19 ans, et sept avec les moins de 20 ans.
Lors de la Coupe du monde des moins de 20 ans 2018, elle commence la compétition en inscrivant un triplé face au Paraguay (1-4). Lors du dernier match de poule, Guijarro ouvre la marque contre les États-Unis (2-2). En quart de finale, Patricia double la marque face au Nigeria (2-1), et emmène son équipe en demi-finale. En demi-finale, elle marque l'unique but qui élimine la France. À la fin de la finale dominé par les japonaises, Patricia Guijarro est nommée meilleure joueuse de la compétition, mais aussi meilleure buteuse avec six buts marqués, ex æquo avec l'anglaise Georgia Stanway.

## Palmarès

### En équipe nationale
- Vainqueur du championnat d'Europe des moins de 19 ans en 2017 avec l'équipe d'Espagne des moins de 19 ans
- Vainqueur de l'Algarve Cup en 2017 avec l'équipe d'Espagne
- Vainqueur du Tournoi de Chypre en 2018 avec l'équipe d'Espagne

### En club
- Championne d'Espagne en 2020 et 2021 avec le FC Barcelone
- Vainqueur de la Coupe d'Espagne en 2017, 2018, 2020 et 2021 avec le FC Barcelone
- Vainqueur de la Coupe de Catalogne en 2015, 2016, 2017, 2018 et 2019 avec le FC Barcelone
- Vainqueur de la Ligue des champions en 2021 avec le FC Barcelone
- Vainqueur de la Ligue des champions en 2023 avec le FC Barcelone, contre Wolfsburg.

## Distinctions personnelles
- Co-Meilleure buteuse de la Coupe du monde des moins de 20 ans 2018 (six buts - ex æquo avec Georgia Stanway)
- Élue meilleure joueuse de la Coupe du monde des moins de 20 ans 2018